# Rogergoosiella roystoneicola
Rogergoosiella roystoneicola är en svampart som beskrevs av A. Hern. Gut. & J. Mena 1996. Rogergoosiella roystoneicola ingår i släktet Rogergoosiella, divisionen sporsäcksvampar och riket svampar.   Inga underarter finns listade i Catalogue of Life.